# 7 (Beach House)
7 è il settimo album in studio del gruppo di musica dream pop statunitense Beach House, pubblicato nel 2018.

## Tracce
1. Dark Spring – 3:24
2. Pay No Mind – 3:24
3. Lemon Glow – 4:04
4. L'Inconnue – 4:24
5. Drunk in LA – 4:00
6. Dive – 4:24
7. Black Car – 4:10
8. Lose Your Smile – 4:08
9. Woo – 4:14
10. Girl of the Year – 3:52
11. Last Ride – 7:00